# Вацовски, Франтишек
Франтишек Вацовски (чеш. František Vacovský; 13 мая 1926, Писек — 23 сентября 2016, Ческе-Будеёвице) — чехословацкий хоккеист, защитник, выступавший за команду «Ческе-Будеёвице» и национальную сборную Чехословакии. Чемпион мира и Европы 1949 года. Член Зала славы чешского хоккея (c 7 ноября 2012 года).

## Биография
С детства занимался различными видами спорта: играл в футбол, увлекался многими видами легкой атлетики, играл в хоккей. В профессиональный хоккей пришел случайно, когда в возрасте 15 лет игроки местной молодёжной команды дали ему в руки клюшку и поставили играть в защите. Во время прохождения военной службы благодаря увлеченности командира хоккеем продолжил совершенствовать игру, выступая за сборную дивизии.
Всю свою хоккейную карьеру с 1946 по 1960 год провёл в команде «Ческе-Будеёвице». Выступал в чехословацком чемпионате на протяжении 14 лет, в 1951 году стал чемпионом Чехословакии. Этот титул стал для «Ческе-Будеёвице» символичным, первым в истории клуба и на данный момент последним.
В 1949 году после гибели 6 игроков национальной команды в авиакатастрофе над Ла-Маншем и бегства ряда хоккеистов за границу был приглашен в сборную Чехословакии по хоккею. За сборную провел 9 матчей, забив 1 гол, в её составе завоевал золотые медали чемпионата мира и Европы в Швеции (1949).
Не был вызван в сборную на следующий чемпионат мира 1950 года, который должен был пройти в Великобритании. Таким образом ему невольно повезло, что он оказался не втянут в сфабрикованный коммунистическими властями судебный процесс 1950 года против лучших хоккеистов Чехословакии того времени, в результате которого 12 человек получили длительные тюремные сроки.
После окончания игровой карьеры в 1960 году стал тренером. В частности, под его руководством в команде «Татра Копршивнице» играл будущий известный чешский тренер Алоиз Гадамчик. Также работал тренером в Австрии.
В ноябре 2012 года был введен в Зал славы чешского хоккея.

## Достижения
- Чемпион мира 1949
- Чемпион Европы 1949
- Чемпион Чехословакии 1951
- Бронзовый призёр чемпионата Чехословакии 1953

## Статистика
- Чемпионат Чехословакии — 132 игр, 32 шайбы
- Сборная Чехословакии — 9 игр, 1 шайба[3]
- Всего за карьеру — 141 игра, 33 шайбы